# Kawai Shinsui
Kawai Shinsui (川合 信水?) (Yamanashi, 17 de noviembre de 1867-3 de julio de 1962) fue un educador y pastor japonés reconocido por su contribución a la educación, la resolución de conflictos laborales y el desarrollo de una doctrina cristiana particular denominada iglesia del Corazón de Cristo. Su vida estuvo marcada por su compromiso con la enseñanza, la espiritualidad y el servicio social, lo que lo llevó a desempeñar roles importantes en el ámbito educativo y religioso de Japón. Además, su participación en iniciativas humanitarias y su influencia en figuras clave de su tiempo consolidaron su legado como un promotor de la armonización entre espiritualidad y vida laboral.

## Biografía

### Infancia y juventud
Kawai nació en una familia liderada por su padre, Kawai Harutsune, un médico respetado de la región. Durante su infancia, Kawai enfrentó la pérdida de su madre y cuatro hermanos, un hecho que lo llevó a buscar consuelo en el cristianismo, convirtiéndose en el primer miembro de la iglesia de Tanimura.
Su desempeño académico se destacó desde temprana edad, influenciado por las reformas educativas implementadas tras la Restauración Meiji. Posteriormente, el educador Iwamoto Zenji, una figura influyente, identificó su talento y facilitó su traslado a Tokio para continuar con su formación.

### Carrera profesional y religiosa
Guiado por el evangelista Oshikawa Masayoshi, líder de la Universidad Tōhoku Gakuin, Kawai asumió roles importantes como director de la academia laboral de la institución. En 1927, fundó una nueva rama del cristianismo denominada iglesia del Corazón de Cristo, que promovía un enfoque práctico y amplio de la religión, atrayendo a numerosos seguidores.
En el ámbito educativo, dirigió la escuela femenina de Maebashi y un centro de capacitación en Kioto asociado con la Corporación Gunze. En este último, armonizó principios religiosos con la gestión laboral, aportando a la estabilidad y bienestar de la comunidad trabajadora.
En 1922, representó a Japón en la Conferencia Internacional del Trabajo, pero renunció debido a problemas de salud.

### Últimos años
Retirado de sus actividades públicas, Kawai se dedicó a escribir y a promover sus ideales religiosos desde su residencia. Continuó recibiendo discípulos y practicando su disciplina diaria hasta su fallecimiento a los 96 años.

## Reconocimientos
El 23 de diciembre de 1959, Kawai fue nombrado ciudadano honorario de Fujiyoshida, un reconocimiento a su contribución social y espiritual.

## Obras
Kawai escribió extensamente sobre temas religiosos y educativos, destacándose por integrar principios cristianos en la vida cotidiana y el trabajo. Su enfoque práctico influyó en la resolución de conflictos laborales y promovió el entendimiento entre diferentes sectores de la sociedad.